# Monodelphis umbristriata
Monodelphis umbristriata é uma espécie de marsupial da família Didelphidae. Endêmica do Brasil, pode ser encontrada nos estados de Goiás, Minas Gerais e São Paulo.